# Tyler Cavanaugh
Tyler Robert Cavanaugh (Syracuse, 9 febbraio 1994) è un cestista statunitense.

## Palmarès

### Squadra
- Campionato tedesco: 1

Alba Berlino: 2019-2020
- Campionato lituano: 1

Žalgiris Kaunas: 2022-2023
- Coppa di Germania: 1

Alba Berlino: 2019-2020
- Coppa di Lituania: 2

Žalgiris Kaunas: 2021-2022, 2022-2023
- Campione NIT (2016)

### Individuale
- MVP National Invitation Tournament (2016)